# Lista de bairros da cidade do Rio de Janeiro

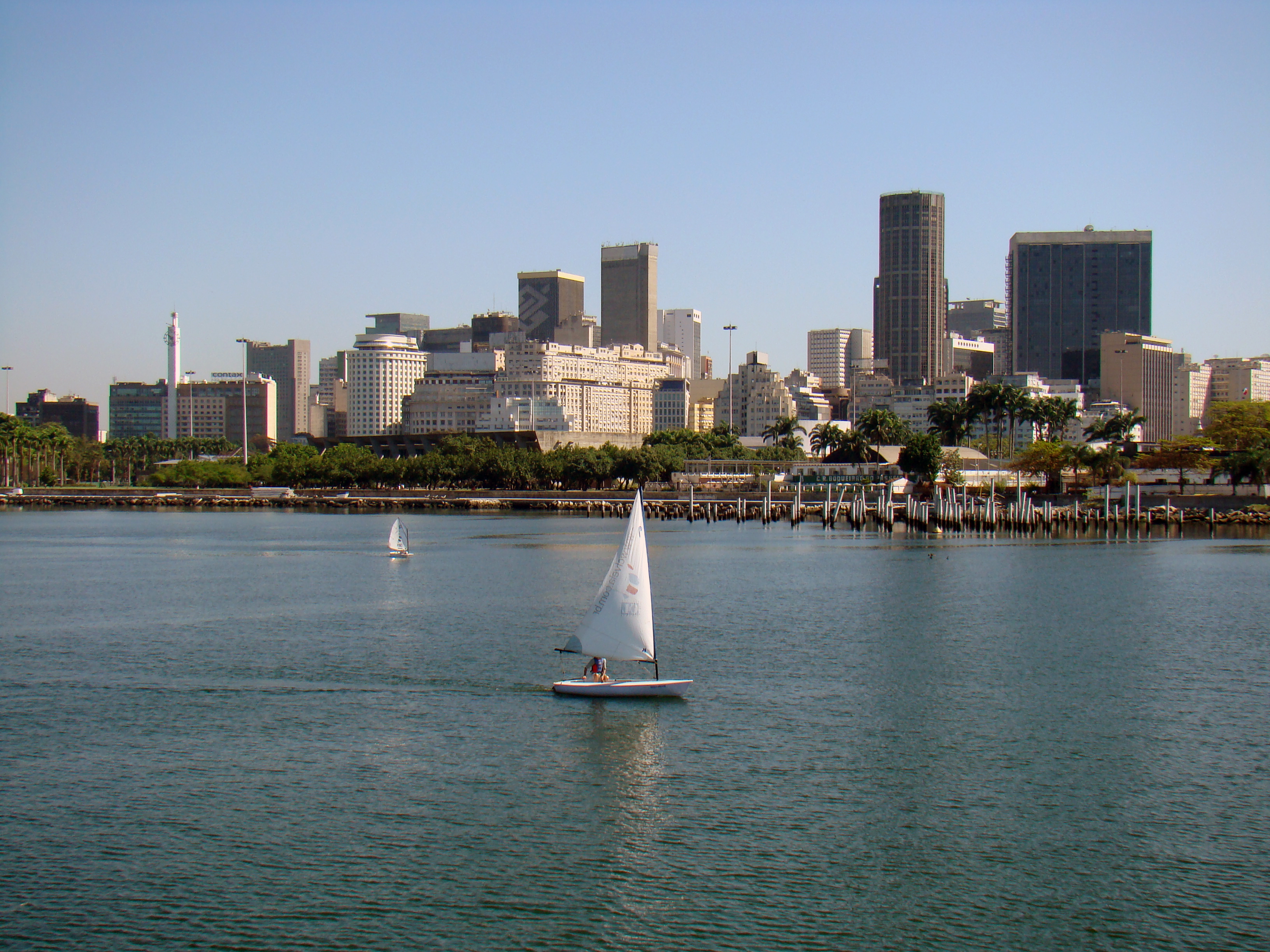
Bairro do Centro.

Esta é uma lista de bairros do município do Rio de Janeiro, capital e município mais populoso do estado homônimo. 
Com pelo menos 6,22 milhões de habitantes, o município está administrativamente subdividido em nove subprefeituras, por sua vez, subdivididas em 33 regiões administrativas (o que equivale aos distritos de São Paulo) e em um total de 165 bairros. As subprefeituras estão oficialmente agrupadas em quatro regiões (conhecidas popularmente como "zonas"), levando em conta a posição geográfica e história de ocupação; porém essas não tem qualquer poder administrativo ou político sobre o município. A divisão política oficial do município leva em conta características histórico-culturais para dividir os bairros. A maioria de sua população está concentrada nos bairros de Campo Grande, Santa Cruz, Bangu, Tijuca, Realengo, Jacarepaguá, Copacabana, Barra da Tijuca, Maré, Guaratiba e Taquara. Juntos, esses onze bairros concentram uma população de 1,5 milhão de habitantes, segundo o censo de 2010.

## Zonas das subprefeituras
- Zona Central
  - Subprefeitura das Ilhas (Paquetá)
  - Subprefeitura do Centro
- Zona Norte
  - Subprefeitura da Grande Tijuca
  - Subprefeitura da Zona Norte
  - Subprefeitura das Ilhas (exceto Paquetá)
- Zona Oeste
  - Subprefeitura da Barra da Tijuca
  - Subprefeitura da Grande Bangu
  - Subprefeitura da Zona Oeste
  - Subprefeitura de Jacarepaguá
- Zona Sul
  - Subprefeitura da Zona Sul

## Bairros por subprefeituras
Fonte: 

### Barra da Tijuca
A subprefeitura da Barra da Tijuca tem sua sede na avenida Ayrton Senna, na Barra da Tijuca.
- Barra da Tijuca
- Barra Olímpica
- Camorim
- Grumari
- Itanhangá
- Joá
- Recreio dos Bandeirantes
- Vargem Grande
- Vargem Pequena

### Centro
A subprefeitura do Centro tem sua sede na rua da Constituição, no Centro.
- Benfica
- Caju
- Catumbi
- Centro
- Cidade Nova
- Estácio
- Gamboa
- Glória
- Lapa
- Mangueira
- Rio Comprido
- Santa Teresa
- Santo Cristo
- São Cristóvão
- Saúde
- Vasco da Gama

### Grande Bangu
A subprefeitura da Grande Bangu tem sua sede na rua Silva Cardoso, em Bangu.
- Bangu
- Campo dos Afonsos
- Deodoro
- Gericinó
- Jabour
- Jardim Sulacap
- Magalhães Bastos
- Padre Miguel
- Realengo
- Senador Camará
- Vila Kennedy
- Vila Militar

### Grande Tijuca
A subprefeitura da Grande Tijuca tem sua sede na rua Conde de Bonfim, na Tijuca.
- Alto da Boa Vista
- Andaraí
- Grajaú
- Maracanã
- Praça da Bandeira
- Tijuca
- Vila Isabel

### Ilhas
A subprefeitura das Ilhas tem sua sede na rua Orcadas, em Jardim Carioca.
- Bancários
- Cacuia
- Cidade Universitária
- Cocotá
- Freguesia
- Galeão
- Jardim Carioca
- Jardim Guanabara
- Moneró
- Paquetá
- Pitangueiras
- Portuguesa
- Praia da Bandeira
- Ribeira
- Tauá
- Zumbi

### Jacarepaguá
A subprefeitura de Jacarepaguá tem sua sede na estrada do Gabinal, na Freguesia.
- Anil
- Cidade de Deus
- Curicica
- Freguesia (Jacarepaguá)
- Gardênia Azul
- Jacarepaguá
- Pechincha
- Praça Seca
- Tanque
- Taquara
- Vila Valqueire

### Zona Norte
A subprefeitura da Zona Norte tem sua sede na rua Carolina Machado, em Oswaldo Cruz.
- Abolição
- Acari
- Água Santa
- Anchieta
- Argentino
- Barros Filho
- Bento Ribeiro
- Bonsucesso
- Brás de Pina
- Cachambi
- Campinho
- Cascadura
- Cavalcanti
- Coelho Neto
- Colégio
- Complexo do Alemão
- Cordovil
- Costa Barros
- Del Castilho
- Encantado
- Engenheiro Leal
- Engenho da Rainha
- Engenho de Dentro
- Engenho Novo
- Guadalupe
- Higienópolis
- Honório Gurgel
- Inhaúma
- Irajá
- Jacaré
- Jacarezinho
- Jardim América
- Lins de Vasconcelos
- Madureira
- Manguinhos
- Maré
- Marechal Hermes
- Maria da Graça
- Méier
- Olaria
- Oswaldo Cruz
- Parada de Lucas
- Parque Anchieta
- Parque Colúmbia
- Pavuna
- Penha
- Penha Circular
- Piedade
- Pilares
- Quintino Bocaiuva
- Ramos
- Riachuelo
- Ricardo de Albuquerque
- Rocha
- Rocha Miranda
- Sampaio
- São Francisco Xavier
- Todos os Santos
- Tomás Coelho
- Turiaçu
- Vaz Lobo
- Vicente de Carvalho
- Vigário Geral
- Vila da Penha
- Vila Kosmos
- Vista Alegre

### Zona Oeste
A subprefeitura da Zona Oeste tem sua sede na rua Dom Pedrito, em Campo Grande.
- Barra de Guaratiba
- Campo Grande
- Cosmos
- Guaratiba
- Ilha de Guaratiba
- Inhoaíba
- Paciência
- Pedra de Guaratiba
- Santa Cruz
- Santíssimo
- Senador Vasconcelos
- Sepetiba

### Zona Sul
A subprefeitura da Zona Sul tem sua sede no Parque Garota de Ipanema, em Ipanema.
- Botafogo
- Catete
- Copacabana
- Cosme Velho
- Flamengo
- Gávea
- Humaitá
- Ipanema
- Jardim Botânico
- Lagoa
- Laranjeiras
- Leblon
- Leme
- Rocinha
- São Conrado
- Urca
- Vidigal

## Mapa do município

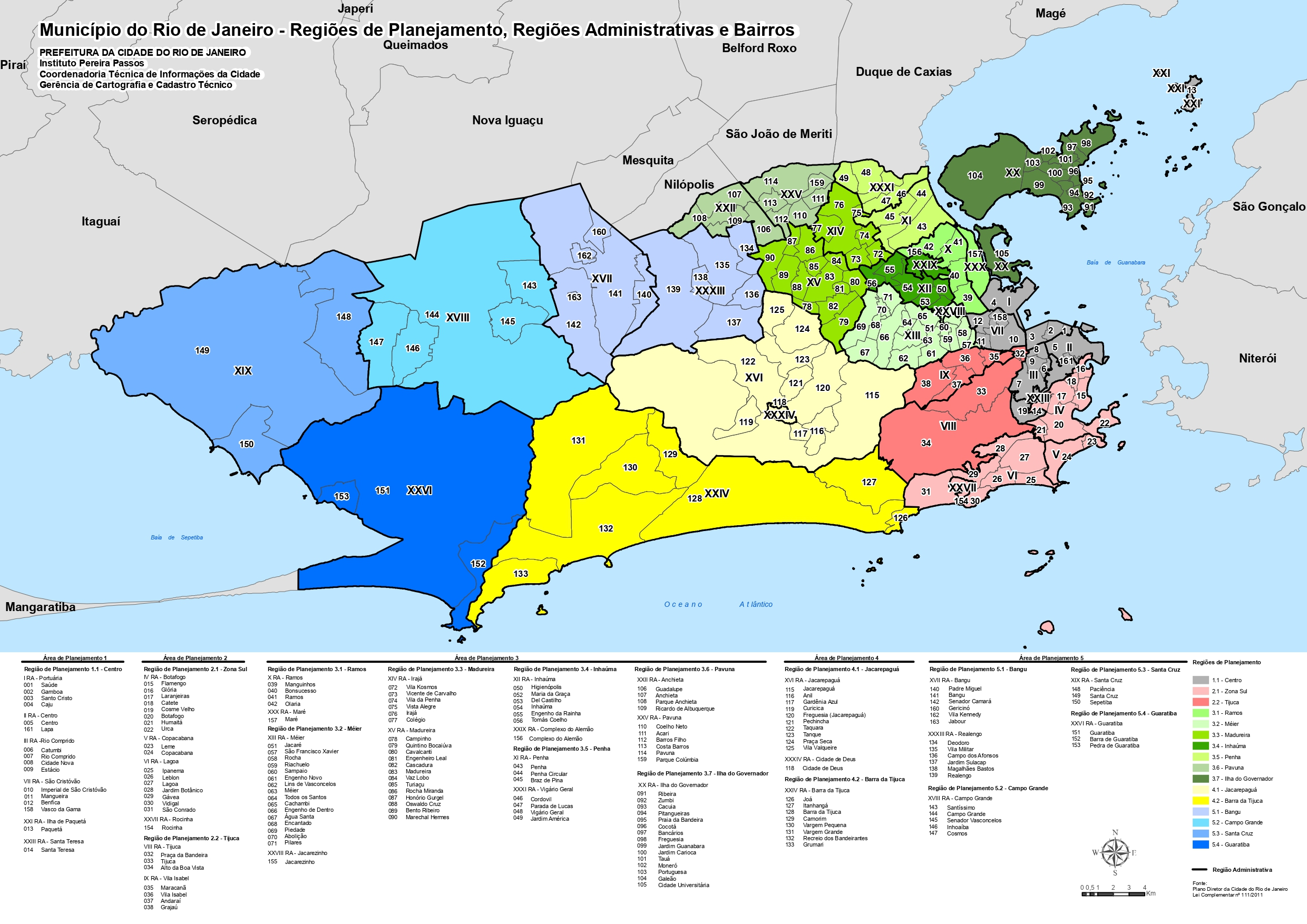
Mapa da prefeitura da cidade que mostra a divisão de bairros, Áreas de Planejamento e Regiões Administrativas